# Hirokazu Kobayashi
Hirokazu Kobayashi (jap. 小林裕和 Kobyashi Hirokazu; ur. 14 lutego 1929, zm. 28 sierpnia 1998) - bezpośredni uczeń ō-sensei'a Morihei'a Ueshiby. Na życzenie mistrza propagator aikido poza Japonią, od 1969 r. w Europie. Założyciel Europejskiej Unii Aikido.

## Uchideshi (uczniowie)
W 1946 r. spotkał mistrza Morihei'a Ueshibę i zafascynowany jego pokazami pozostał, aż do jego śmierci, jednym z najbliższych uczniów (wraz z innymi powojennymi uczniami Ueshiby takimi jak Kōichi Tōhei, Morihiro Saitō, Seigo Yamaguchi i Shōji Nishio).
W 1964 r. otrzymał 7 dan, a w 1968 r. 8 dan aikido.
Przed śmiercią mistrz Ueshiba podobno wyraził życzenie, aby Hirokazu Kobayashi propagował aikido poza Japonią i spróbował wspomagać swego najwybitniejszego ucznia Kōichiego Tōhei w niedopuszczeniu do rozłamu w aikido. Misja nie powiodła się. Tōhei nie zdołał się porozumieć z synem Ueshiby, Kisshōmaru i założył własną organizację Ki Asscociation. Kobayashi prowadził dalej swą działalność w Osace w Buiku-kai Osaka, gdzie rozpoczął treningi w 1954 r.

## Kobayashi poza Japonią
W 1969 r. przyjechał do Europy i prowadził staże we: Włoszech, Francji, Niemczech, Belgii, Holandii i Szwajcarii. Najwybitniejszymi uczniami mistrza Kobayashi okazali się późniejsi mistrzowie: Giampietro Savegnago z Włoch, Andre Cognard oraz Etienne Leman z Francji.
Kobayashi prowadził treningi i pokazy na całym świecie, także na: Hawajach, w obu Amerykach, Australii i Afryce.

## Kobayashi w Polsce
Tradycje i przekaz stylu Kobayashiego są kontynuowane i nauczane w następujących organizacjach:
- Polskiej Unii Aikido, prowadzonej przez Jacka Wysockiego, aktualnie 8 dan aikido, jest bezpośrednim uczniem Giampietro Savegnago.
- Autonomicznej Akademii Aikido, prowadzonej przez Roberta Gembala, jest bezpośrednim uczniem shihana Andre Cognarda.
- Polskiej Akademii Aikido, prowadzonej przez Dariusza Bieńkowskiego, Macieja Strzechowskiego, Sławomira Szewczyka, Marka Tomaszewskiego, którzy są bezpośrednimi uczniami Andre Cognarda.
- Polskim Centrum Sztuk Walki, prowadzonym przez: Przemysława Bobkowskiego, Marcina Ziółkowskiego, Janusza Górskiego i innych, którzy są bezpośrednimi uczniami Etienne'a Lemana.
- Unia Aikido Kobayashi, prowadzona przez Arkadiusza Jadczaka, Andrzeja Matusiaka, Kamila Starskiego, którzy są uczniami Giampietro Savegnago i Jacka Wysockiego.